# Vladka Meed
Vladka Meed, nata Feigele Peltel, coniugata Miedzyrzecki (Varsavia, 29 dicembre 1921 – Paradise Valley, 21 novembre 2012), è stata una partigiana, scrittrice e superstite dell'Olocausto polacca naturalizzata statunitense, membro della resistenza ebraica durante la seconda guerra mondiale, famosa per aver contrabbandato della dinamite all'interno del ghetto di Varsavia e per aver anche aiutato dei bambini ebrei a fuggire.

## Biografia
Feigele nacque a Praga, un distretto di Varsavia, da Hanna Peltel (nata Antosiewicz) e Shlomo Peltel. Sua madre gestiva un negozio di merceria, mentre suo padre lavorava in una fabbrica di pelletteria. Aveva una sorella, Henia, e un fratello, Chaim, entrambi minori di lei. Pur avendo studiato alla Yiddish Folkshul, una scuola laica dove le materie venivano insegnate principalmente in yiddish, parlava fluentemente il polacco grazie alla sorella Henia che aveva frequentato una scuola pubblica polacca.
A 14 anni si unì all'Unione Generale dei Lavoratori Ebrei, comunemente noto come Bund, mentre nel 1942 divenne un membro del movimento di resistenza denominato Żydowska Organizacja Bojowa. La madre, il fratello e la sorella di Vladka vennero uccisi nel campo di sterminio di Treblinka, mentre lei venne risparmiata perché lavorava in una fabbrica tedesca e riuscì a convincere i nazisti mostrando loro dei documenti che lo attestassero. Vladka e il suo futuro marito, Benjamin Meed (nato Benyomin Miedzyrzecki), finsero di essere ariani e contribuirono ad organizzare la rivolta del ghetto di Varsavia. I due si sposarono nel 1945 e sopravvissero sia all'Olocausto che alla seconda guerra mondiale; l'anno successivo emigrarono negli Stati Uniti a bordo della Marine Flasher. La coppia ebbe poi due figli, Steven e Anna, entrambi divenuti medici.
Nel 1952 ottenne la cittadinanza statunitense cambiando ufficialmente il suo nome in Vladka Meed.
Nel 1963, Vladka Meed e suo marito fondarono la Warsaw Ghetto Resistance Organization (WAGRO), mentre nel 1983 crearono l'American Gathering of Jewish Holocaust Survivors. Nel 1981 Vladka contribuì anche all'organizzazione del World Gathering of Jewish Holocaust Survivors, tenutosi a Gerusalemme.
Il libro di Vladka Meed, On Both Sides of the Wall, venne originariamente pubblicato in yiddish nel 1948 e costituiva un resoconto di prima mano sulle sue esperienze in tempo di guerra. Il libro venne poi tradotto in inglese nel 1972 (con una prefazione di Elie Wiesel) e successivamente in tedesco, polacco e giapponese. Pubblicò anche degli articoli sul quotidiano The Forward.
Per quasi 20 anni organizzò numerosi viaggi estivi per insegnanti, istruendoli sull'Olocausto e sulla storia ebraica di Varsavia. Secondo il suo necrologio pubblicato dal New York Times, contribuì anche alla sceneggiatura del film televisivo La rivolta del 2001.
Meed morì di Alzheimer nella casa di sua figlia, sita a Paradise Valley, in Arizona, il 21 novembre 2012 all'età di 90 anni.

## Riconoscimenti
Nel corso della sua vita Meed ricevette diversi premi, uno nel 1973 da parte della Warsaw Ghetto Resistance Organization, poi il Premio Morim della Jewish Teachers' Association nel 1989, il Premio Hadassah Henrietta Szold nel 1993 ed infine il Premio Elie Wiesel Remembrance nel 1995. Ricevette inoltre una laurea honoris causa dall'Hebrew Union College-Jewish Institute of Religion e dall'Università Bar Ilan.

## Opere
- Miedzyrzecki, Feigele Peltel. Fun Beyde Zaytn Geto-Moyer. New York: Farlag Workmen's Circle of the Educational Committee of the Workmen's Circle, 1948. (versione yiddish originale)
- Miedzyrzecki, Feigele Peltel. Fun beyde zaytn geto-moyer. Amherst: National Yiddish Book Center, 1999. OCLC 145734989 (versione yiddish digitalizzata)
- Miedzyrzecki, Feigele Peltel. On Both Sides of the Wall: Memoirs from the Warsaw Ghetto; Introduction by Elie Wiesel; [Tradotto da Moshe Spiegel e Steven Meed]. Lohame Ha-Getaot: Ghetto Fighters' House, 1977.ISBN 978-0-896-04012-0 OCLC 5723402 (traduzione inglese)